# Динаміт Кід
Томас Біллінгтон (5 грудня 1958 р. - 5 грудня 2018 р.), найбільш відомий під псевдонімом Динаміт Кід (англ. The Dynamite Kid) був британським професійним реслером.
Тренований колишнім реслером "Доктор Смерть" Тедом Бетлі. Він виступав у Світовій Федерації Реслінгу (WWF), Stampede Wrestling, All Japan Pro Wrestling (AJPW) та New Japan Pro Wrestling (NJPW). Разом зі своїм двоюрідним братом Дейві Боєм Смітом відомий тим, що був членом команди "Британські Бульдоги".
У нього були примітні сюжетні ворожнечі з Тигровою Маскою в Японії та Бретом Хартом у Канаді.
Біллінгтон багатьма колегами (в тому числі Бретом Хартом) вважається одним з найвпливовіших виконавців на рингу, що підвищив рівень атлетизму в реслінгу, об'єднавши стилі Британії, Мексики, Канади та Японії.